# اقتصاد سوسیالیستی
اقتصاد سوسیالیستی، اقتصاد جامعه‌خواه، اقتصاد جامعه‌محور یا اقتصاد جامعه‌گرا (به انگلیسی:Socialist economics) شامل نظریه‌های اقتصادی، شیوه‌ها و هنجارهای نظام‌های اقتصادی سوسیالیستی فرضی و موجود است. یک سیستم اقتصادی سوسیالیستی با مالکیت اجتماعی و بهره‌برداری از ابزار تولید مشخص می‌شود و ممکن است به شکل تعاونی‌های خودمختار یا مالکیت مستقیم عمومی (دولتی) باشد که در آن تولید مستقیماً به هدف استفاده و نه به جای سود (بر خلاف سرمایه‌داری) انجام می‌شود. نظام‌های سوسیالیستی که از بازارها برای تخصیص کالاهای سرمایه‌ای و نهاده‌های تولید در بین واحدهای اقتصادی استفاده می‌کنند، سوسیالیسم بازار نامیده می‌شوند. هنگامی که برنامه‌ریزی اقتصادی مورد استفاده قرار می‌گیرد، سیستم اقتصادی به عنوان یک اقتصاد برنامه‌ریزی شده سوسیالیستی تعیین می‌شود. اشکال غیر بازاری سوسیالیسم معمولاً شامل یک سیستم حسابداری مبتنی بر محاسبه در نوع (calculation-in-kind) برای ارزش گذاری منابع و کالاها می‌باشد.
اقتصاد سوسیالیستی با مکاتب مختلف اقتصادی مرتبط بوده‌است. اقتصاد مارکسی پایه ای برای سوسیالیسم بر اساس تحلیل سرمایه‌داری فراهم کرد در حالی که اقتصاد نئوکلاسیک و اقتصاد فرگشتی مدل‌های جامعی از سوسیالیسم را ارائه کردند. در طول قرن بیستم، طرح‌ها و مدل‌ها برای اقتصادهای برنامه‌ریزی شده و بازار سوسیالیستی به شدت مبتنی بر اقتصاد نئوکلاسیک یا ترکیبی از اقتصاد نئوکلاسیک با اقتصاد مارکسیستی یا نهادی بود.
به عنوان یک اصطلاح، اقتصاد سوسیالیستی ممکن است برای تحلیل سیستم‌های اقتصادی قبلی و موجود که در دولت‌های سوسیالیستی مانند آثار اقتصاددان مجارستانی یانوش کورنای اجرا شده‌اند نیز به کار رود. بنجامین تاکر، آنارشیست فردگرای آمریکایی قرن ۱۹، که اقتصاد کلاسیک آدام اسمیت و سوسیالیست‌های ریکاردین (Ricardian socialists) و همچنین پیر-ژوزف پرودون، کارل مارکس و جوزیا وارن را به سوسیالیسم مرتبط کرده بود، معتقد بود که دو مکتب سوسیالیستی وجود دارد: سوسیالیسم آنارشیستی و سوسیالیسم دولتی. او معتقد بودند که وجه مشترک این دو شکل نظریه ارزش کار است. سوسیالیست‌ها در مورد درجه ای که کنترل اجتماعی یا تنظیم قانونی اقتصاد ضروری است، و اینکه تا چه اندازه جامعه باید مداخله کند و اینکه آیا دولت، به ویژه دولت موجود، وسیله صحیحی برای تغییر است یا خیر، اختلاف نظر دارند.